# Bentley Mark VI Cresta
Bentley Mark VI Cresta – samochód osobowy klasy luksusowej wyprodukowany pod brytyjską marką Bentley w 1948 oraz w 1951 roku.

## Historia i opis modelu

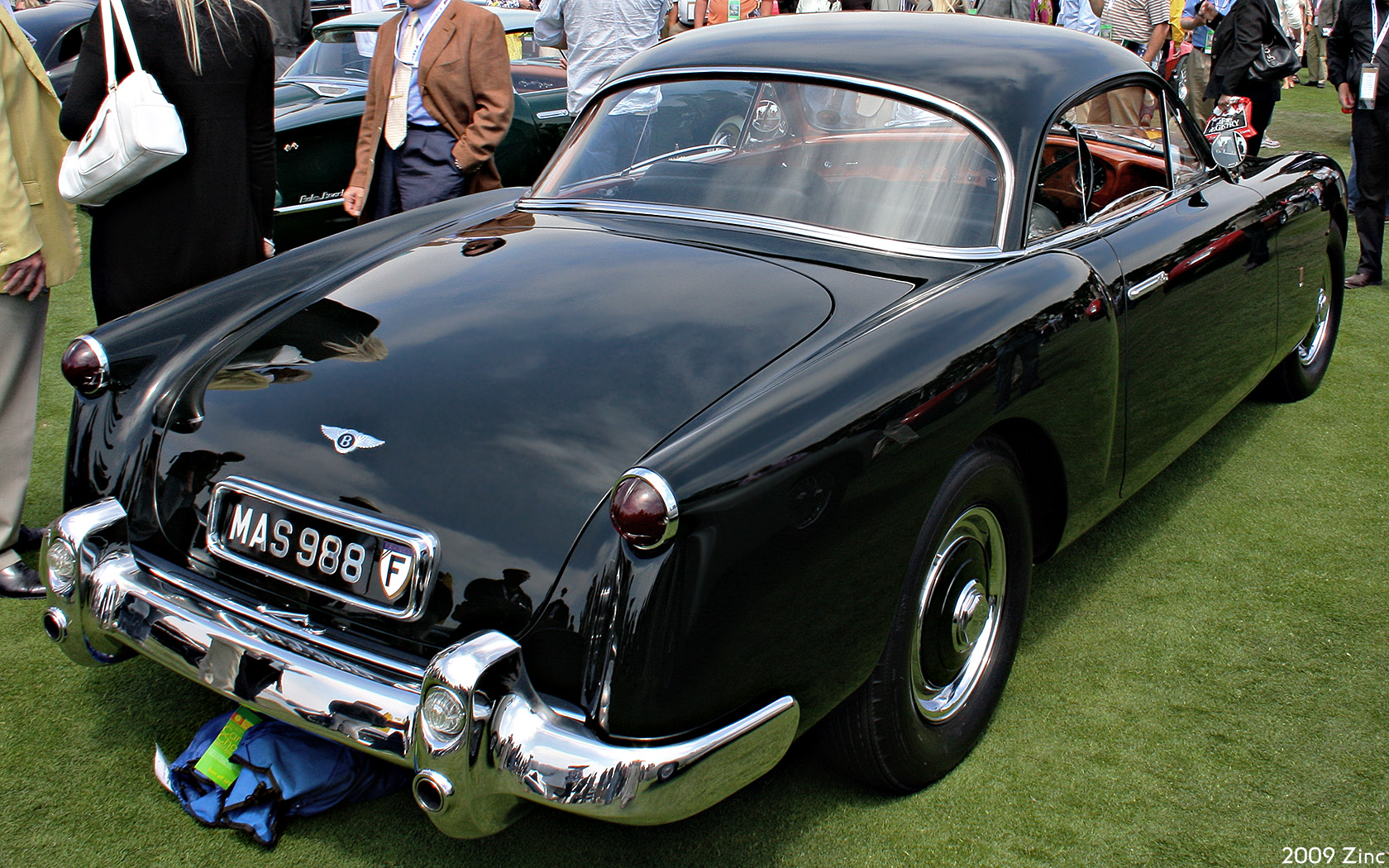
Bentley Mark VI Cresta II - tył

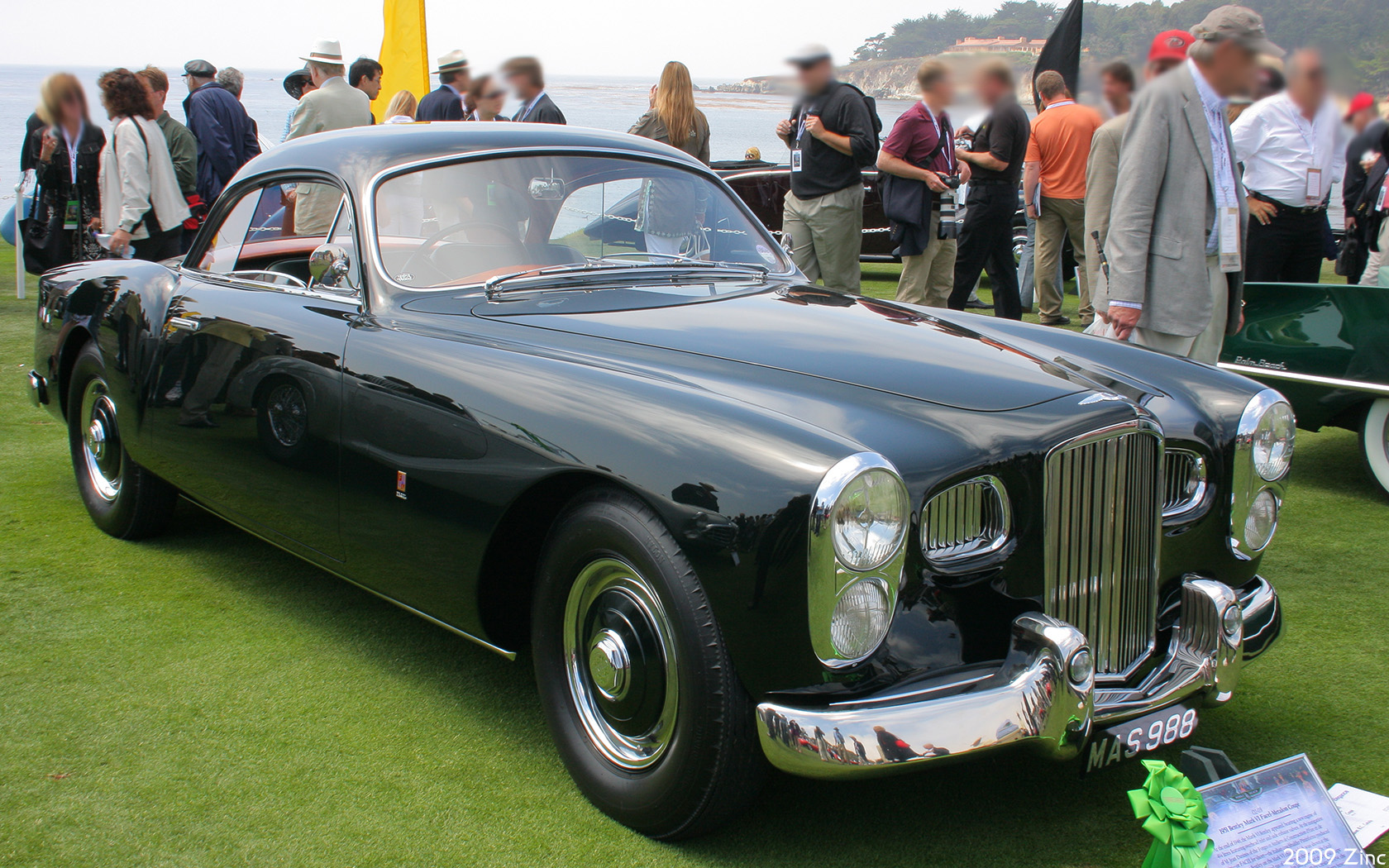
Bentley Mark VI Cresta II

W drugiej połowie lat 40. XX wieku francuski przedsiębiorca Jean Daninos, do którego należała manufaktura Facel-Métallon produkująca m.in. nadwozia samochodowe, porozumiał się z włoskim studiem projektowym Pininfarina w celu opracowania unikatowego projektu luksusowego coupé. Za bazę dla samochodu posłużył topowy wówczas model brytyjskiego Bentleya, luksusowe Mark VI, od którego pochodziła m.in. płyta podłogowa. Stylizowany przez samego Battistę Pininfarinę samochód zadebiutował oficjalnie podczas targów Paris Motor Show jesienią 1948 roku.
Samochód wyróżniał się rewolucyjnym jak na swoją epokę wzornictwem, z masywnymi smukłymi liniami nadwozia i charakterysytcznymi, pontonowymi proporcjami. Studio Pininfarina odeszło w ten sposób od dominującego wówczas wzornictwa w motoryzacji, które nawiązywało jeszcze do przedwojennych trendów.
Do napędu Bentleya Mark VI Cresta wykorzystany został silnik z rzędowo położonymi sześcioma cylindrami, charakteryzując się pojemnością 4,2 litra i mocą maksymalną 135 KM. Jednostka ta pozwalała rozpędzić 1,8-tonowy samochód do 100 km/h w 14 sekund i maksymalnie osiągnąć prędkość 170 km/h. Napęd przenoszony był na oś tylną.

### Mark VI Cresta II
W 1951 roku podzespoły Cresty wykorzystane zostały ponownie, tym razem dla zupełnie nowego projektu stylistycznego w postaic modelu Cresta II. Samochód zyskał bardziej sportowe proporcje, z podłużną maską i nisko poprowadzoną linią dachu oraz charakterystycznymi, dwuczęściowymi reflektorami z chromowaną zabudową. Pierwotnie planowano budowę małej serii, jednak ostatecznie samochód został one-offem - zbudowano go tylko w jednym egzemplarzu.

### Sprzedaż
Pierwsza seria Mark VI Cresta wyprodukowana została we francuskich zakładach Facel-Métallon z wykorzystaniem komponentów importowanych z macierzystej fabryki Bentleya w angielskim Crewe. Łącznie powstało 13 egzemplarzy ręcznie zbudowanych samochodów, z czego co najmniej jeden przetrwał do XXI wieku, charakteryzując się znaczną wartością wśród kolekcjonerów rzadkich samochodów.

### Silnik
- R6 4.2l 135 KM